# Пустынный канюк
Пустынный канюк (лат. Parabuteo unicinctus) — крупная хищная птица из семейства ястребиных, ареал которой включает территорию от юго-запада Соединённых Штатов до Чили и центральной Аргентины. Иногда сообщается о присутствии этих птиц в Западной Европе, особенно в Великобритании, но почти наверняка все эти сообщения связаны с побегами данных птиц из мест содержания в неволе.

## Этимология

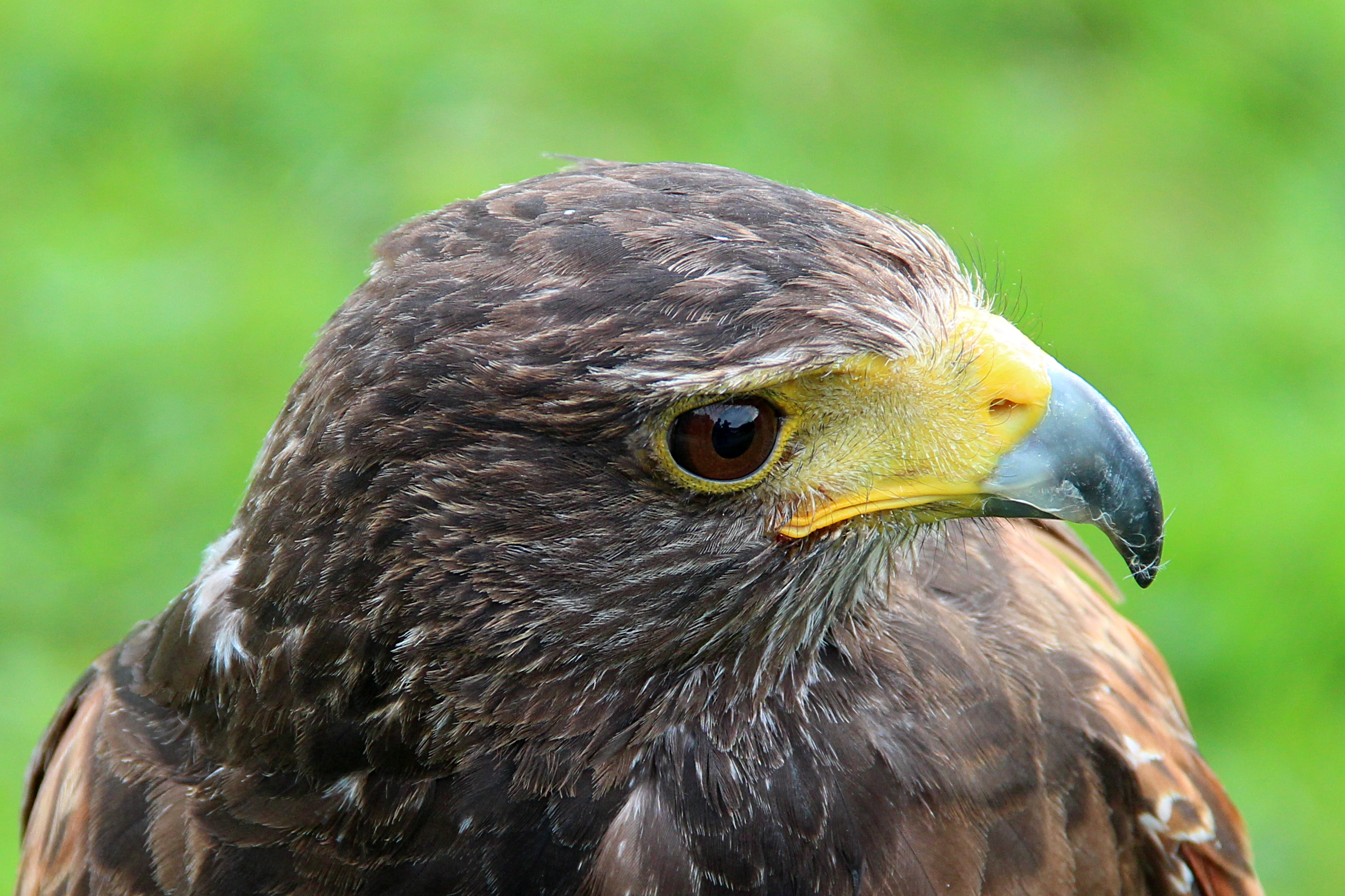
Фотография пустынного канюка

Название рода Parabuteo состоит из греческого para («подобно») и латинского buteo, означающего «канюк». Джон Джеймс Одюбон дал этой птице её английское имя (Harris’s Hawk, дословно «ястреб Харриса») в честь своего знакомого-орнитолога Эдварда Харриса. Пустынный канюк известен благодаря необычной практике «совместной охоты» семейных групп, в то время как большинство других хищников охотятся поодиночке.

## Распространение
Выделяют два подвида:
- Parabuteo unicinctus harrisi — от юго-западных США (от южной Калифорнии до Техаса) южнее через Мексику и Центральную Америку (кроме Белиза и Гондураса) до засушливых тихоокеанских склонов Анд западной Колумбии, Эквадора и Перу;
- Parabuteo unicinctus unicinctus — от северо-восточной Колумбии и западной Венесуэлы южнее через восточную Боливию и центральную и северо-восточную Бразилию (Мараньян и Сеара) до южной Аргентины (Рио-Негро) и юго-центральной Чили.